# Lasioglossum malachurum
Lasioglossum malachurum är en biart som först beskrevs av Kirby 1802.  Lasioglossum malachurum ingår i släktet smalbin, och familjen vägbin. Inga underarter finns listade.

## Beskrivning
En slank, svart art med tydliga, ljusa bakkanter på tergiterna, bakkroppens övre segment. Längden är 7 till 10 mm; drottningen är tydligt större än arbetarna.

## Ekologi
Lasioglossum malachurum är en eusocial art, det vill säga den är samhällsbildande med drottning, honliga arbetare som inte deltar i fortplantningen, och hanar, som enbart är könsdjur. (Se dock nedan under Fortplantning.) Den förekommer i många habitat, som ler-, sand- och grustag, skogsbryn, parker, allmänningar, trädgårdar, klippor och rasbranter i kustområden.
Flygtiden är från tidigt i april till oktober för honorna, från juni till tidigt i oktober för hanarna. Arten är polylektisk, den hämtar pollen från ett flertal växtfamiljer, som korgblommiga växter, flockblommiga växter, korsblommiga växter, kransblommiga växter, klockväxter, nejlikväxter, vindeväxter, ärtväxter, näveväxter, rosväxter, ranunkelväxter och videväxter. För nektar kan den besöka korgblommiga växter som hästhov, åkertistel, maskros, bitterfibbla, strandloppört, hökfibblor och kamomiller, rosväxter som fingerörter, flockblommiga växter som fänkål och vild persilja, vindeväxter som åkervinda samt fetbladsväxter som fetknoppssläktet.

### Fortplantning
Drottningen gräver ut ett bo på plan, vegetationsfattig mark, gärna i täta jordar som lerjord eller skogsstigar. Bona byggs ofta tillsammans med andra bon från samma art, ibland i stora kolonier. Det parasiteras ibland av blodbiet ängsblodbi, troligtvis även av punktblodbi, vilkas larver lever på larvcellens innehåll av näring, efter det värdägget eller -larven dödats. Beroende på klimatet kan drottningen få från en till fyra kullar med arbetare per år. Endast drottningen övervintrar. I nordliga klimatzoner förekommer högst två generationer, en med enbart arbetare, och en med könsdjur (drottningar och hanar), medan det söderöver förekommer upp till tre generationer med arbetare (och ett mindre antal könsdjur), innan den slutliga könsdjursgenerationen uppträder. Arbetarna är emellertid inte helt infertila, utan kan bidra till avkomman. Detta är speciellt uppenbart i den södra delen av utbredningsområdet; eftersom aktivitetsperioden där är längre, överlever ofta inte den ursprungliga drottningen till den slutliga produktionen av könsdjur, utan denna sköts till stor del av arbetarna.

## Utbredning
Arten förekommer i västra Palearktis, från Azorerna, Nordafrika (Kanarieöarna, Marocko och Tunisien till Egypten) samt Mellanöstern (Turkiet, Israel, Syrien och Jordanien) i söder till Danmark i norr, och från södra England i väster till Iran och mellersta Volgaområdet i öster. 

## Bildgalleri

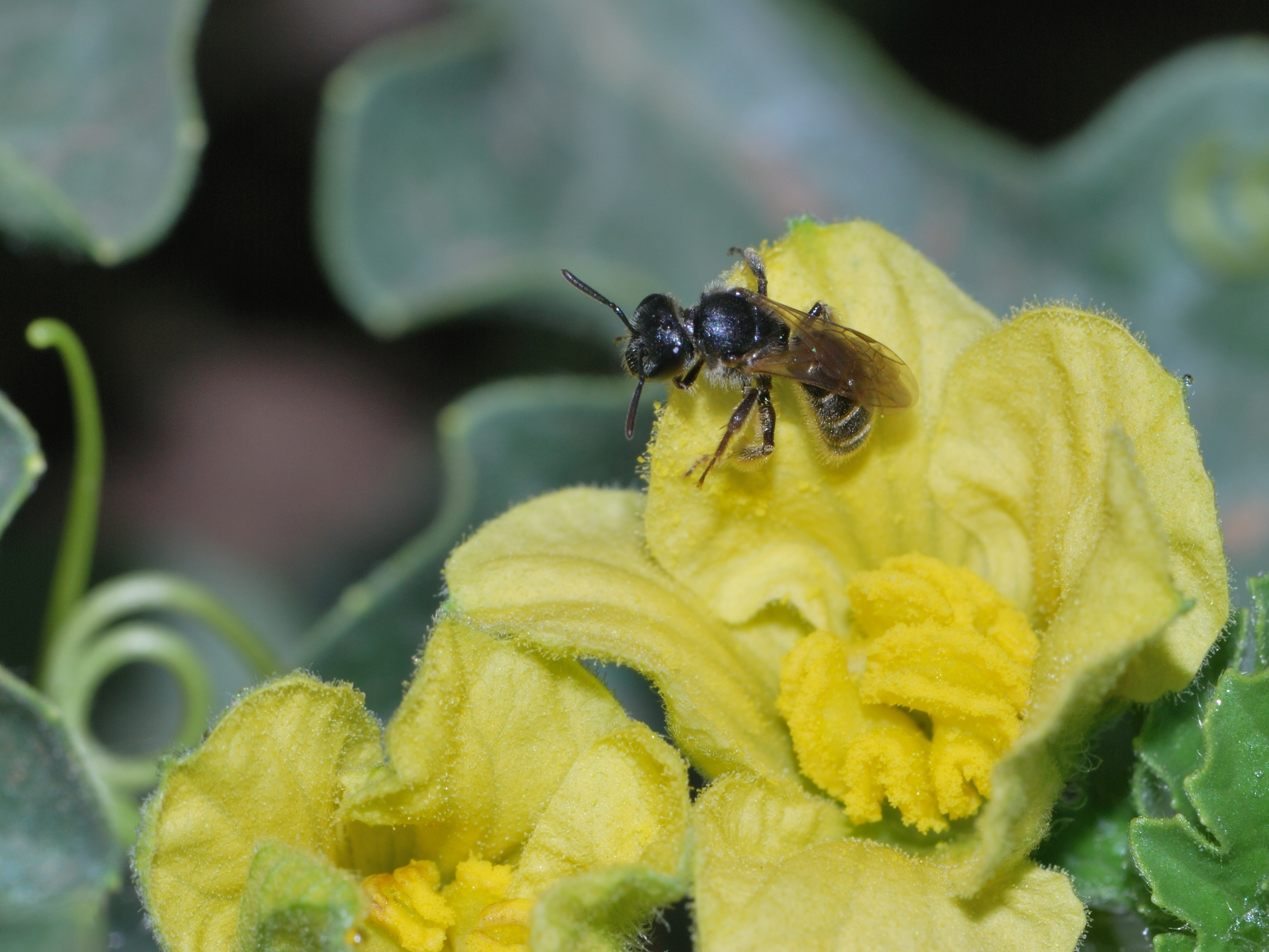
Hona från Israel
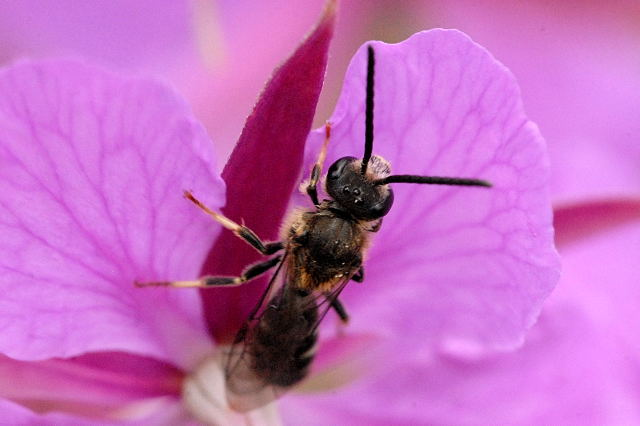
Från Ardennerna (Belgien)